# رومن آپوستولوف
رومن آپوستولوف (انگلیسی: Rumen Apostolov; ۲۴ اوت ۱۹۶۳ – ۱۱ اوت ۲۰۰۲) بازیکن فوتبال اهل بلغارستان بود.
از باشگاه‌هایی که در آن بازی کرده است می‌توان به باشگاه فوتبال زسکا صوفیه اشاره کرد.